# Rötjärnen, Härjedalen
Rötjärnen är en sjö i Härjedalens kommun i Härjedalen och ingår i Ljusnans huvudavrinningsområde. Sjön har en area på 0,113 kvadratkilometer och ligger 358,8 meter över havet.

## Delavrinningsområde
Rötjärnen ingår i det delavrinningsområde (690796-144725) som SMHI kallar för Nedlagd mätstation. Medelhöjden är 338 meter över havet och ytan är 4,97 kvadratkilometer. Räknas de 51 avrinningsområdena uppströms in blir den ackumulerade arean 604,42 kvadratkilometer. Hoan som avvattnar avrinningsområdet har biflödesordning 2, vilket innebär att vattnet flödar genom totalt 2 vattendrag innan det når havet efter 225 kilometer. Avrinningsområdet består mestadels av skog (64 procent) och öppen mark (16 procent). Avrinningsområdet har 0,11 kvadratkilometer vattenytor vilket ger det en sjöprocent på 2,3 procent. Bebyggelsen i området täcker en yta av 0,46 kvadratkilometer eller 9 procent av avrinningsområdet.